# 319P/Catalina-McNaught
La comète Catalina-McNaught, officiellement 319P/Catalina-McNaught, est une comète périodique du système solaire, découverte le 2 mai 2008 par le programme Catalina Sky Survey et Robert H. McNaught.